# إليزابيث ر. أوستين
إليزابيث ر. أوستين (بالإنجليزية: Elizabeth R. Austin)‏ هي ملحنة أمريكية، ولدت في 1938.